# Francesco Perroni Paladini
Francesco Perroni Paladini (Taormina, 4 maggio 1830 – Messina, 28 dicembre 1908) è stato un avvocato e politico italiano.

## Biografia
Francesco Perroni Paladini nacque a Taormina nel 1830; il padre Giuseppe Perroni era giudice circondariale ad Alì, la madre apparteneva alla blasonata famiglia Paladini, con ramificazioni estese in tutta l'Italia meridionale.
Si laureò in Giurisprudenza presso l'Università di Palermo nel 1852 e dopo pochi mesi venne incaricato dai cittadini della borgata di Furci di perorare la causa per l'ottenimento dell'autonomia comunale da Savoca; desiderio che si concretizzò nel 1854, allorquando la citata borgata venne separata dal comune di Savoca e aggregata al novello comune di Santa Teresa di Riva, istituito, per l'appunto, il 1º gennaio 1854.
Nel 1855 sposò Antonietta Bartolone dalla quale ebbe due figli.
La sua abitazione a Taormina fu nel periodo pre-unitario un luogo di convegni e di cospirazione contro i Borboni. Perroni Paladini fu uno dei più ardenti promotori della sommossa del 4 aprile 1860 di Palermo e con l'insediamento in Sicilia di Giuseppe Garibaldi venne nominato Governatore del Distretto di Castrovillari, dove s'impegnò, tra altri compiti, nella ricostruzione delle varie istituzioni comunali del suo Distretto; fu anche Direttore del periodico La Campana della Gangia.
Dopo l'Unità d'Italia venne eletto Deputato nel collegio di Cefalù, fu deputato nella ottava, dodicesima, tredicesima e sedicesima Legislatura del Regno d'Italia.
Fu professore di diritto romano presso l'Università degli Studi di Messina; nella stessa città fu anche presidente dell'Ordine degli avvocati e membro dell'Accademia Peloritana dei Pericolanti.
Il 29 dicembre 1908 avrebbe dovuto presiedere il congresso del Partito Siciliano, indetto nella città dello Stretto; ma il giorno prima, la catastrofe tettonica messinese lo uccise insieme a migliaia di persone.